# Clerus thanasimoides
Espèce
Clerus thanasimoides est un genre d'insectes de l'ordre des coléoptères, de la famille des Cleridae.

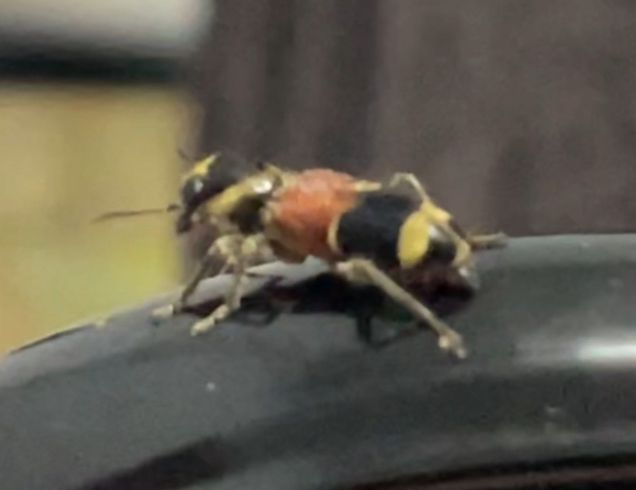
Photo d'un Clerus thanasimoides Koh Chang, Thaïlande

## Description
C'est un petit coléoptère assez trapu au thorax noir, à l'abdomen rouge sous les élytres. Les Cleridae sont souvent appelés « coléoptères à damier » en raison des motifs distinctifs sur leurs élytres.

## Habitat et distribution
Cette espèce a été observée dans des régions comme la Thaïlande, ce qui suggère une distribution en Asie du Sud-Est. Les membres de la famille des Cleridae sont généralement trouvés dans divers habitats, y compris les forêts et les zones boisées, où ils jouent un rôle écologique important en tant que prédateurs d'autres insectes.

## Comportement
Les coléoptères de la famille des Cleridae sont souvent des prédateurs actifs, se nourrissant d'autres insectes. Ils sont connus pour leur comportement de chasse agressif et sont bénéfiques pour le contrôle des populations de nuisibles.

## Taxonomie
Clerus thanasimoides appartient au genre Clerus, qui comprend plusieurs autres espèces de coléoptères. Le genre Clerus est classé dans la sous-famille des Clerinae, qui fait partie de la vaste famille des Cleridae.